# Monomorium elongatum
Monomorium elongatum är en myrart som beskrevs av Smith 1876. Monomorium elongatum ingår i släktet Monomorium och familjen myror. Inga underarter finns listade i Catalogue of Life.